# WHL Plus-Minus Award
Der WHL Plus-Minus Award ist eine Eishockeytrophäe, die von der Western Hockey League jährlich an den Spieler der WHL verliehen wird, der in der Plus/Minus Statistik führt. Die Auszeichnung wurde erstmals in der Saison 1986/87 vergeben.

## Gewinner
| Jahr    | Spieler                                | Team                                                      | +/- |
| ------- | -------------------------------------- | --------------------------------------------------------- | --- |
| 2024/25 | Gavin McKenna                          | Medicine Hat Tigers                                       | +60 |
| 2023/24 | Zac Funk                               | Prince George Cougars                                     | +56 |
| 2022/23 | Jeremy Hanzel                          | Seattle Thunderbirds                                      | +70 |
| 2021/22 | Nolan Orzeck                           | Winnipeg Ice                                              | +62 |
| 2020/21 | Jake Neighbours                        | Edmonton Oil Kings                                        | +29 |
| 2019/20 | Noah King                              | Spokane Chiefs                                            | +60 |
| 2018/19 | Brayden Pachal                         | Prince Albert Raiders                                     | +76 |
| 2017/18 | Glenn Gawdin                           | Swift Current Broncos                                     | +61 |
| 2016/17 | Sergei Sborowski                       | Regina Pats                                               | +72 |
| 2015/16 | Iwan Proworow                          | Brandon Wheat Kings                                       | +64 |
| 2014/15 | Oliver Bjorkstrand                     | Portland Winterhawks                                      | +60 |
| 2013/14 | Colten Martin                          | Kelowna Rockets                                           | +61 |
| 2012/13 | Nic Petan                              | Portland Winterhawks                                      | +68 |
| 2011/12 | Brendan Shinnimin Mark Stone Zach Yuen | Tri-City Americans Brandon Wheat Kings Tri-City Americans | +45 |
| 2010/11 | Stefan Elliott                         | Saskatoon Blades                                          | +62 |
| 2009/10 | Colby Robak                            | Brandon Wheat Kings                                       | +56 |
| 2008/09 | Paul Postma                            | Calgary Hitmen                                            | +67 |
| 2007/08 | Greg Scott                             | Seattle Thunderbirds                                      | +40 |
| 2006/07 | Jonathon Blum                          | Vancouver Giants                                          | +37 |
| 2005/06 | Paul Albers                            | Vancouver Giants                                          | +38 |
| 2004/05 | James Cherewyk                         | Kootenay Ice                                              | +39 |
| 2003/04 | Andrew Ladd                            | Calgary Hitmen                                            | +39 |
| 2002/03 | Matthew Spiller                        | Seattle Thunderbirds                                      | +50 |
| 2001/02 | Matt Hubbauer                          | Regina Pats                                               | +37 |
| 2000/01 | Jim Vandermeer                         | Red Deer Rebels                                           | +49 |
| 1999/00 | Kenton Smith                           | Calgary Hitmen                                            | +65 |
| 1998/99 | Pavel Brendl                           | Calgary Hitmen                                            | +68 |
| 1997/98 | Andrew Ference                         | Portland Winter Hawks                                     | +75 |
| 1996/97 | Peter Schaefer                         | Brandon Wheat Kings                                       | +57 |
| 1995/96 | Hugh Hamilton                          | Spokane Chiefs                                            | +59 |
| 1994/95 | Darren Ritchie                         | Brandon Wheat Kings                                       | +64 |
| 1993/94 | Mark Wotton                            | Saskatoon Blades                                          | +66 |
| 1992/93 | Mark Wotton                            | Saskatoon Blades                                          | +47 |
| 1991/92 | Dean McAmmond                          | Prince Albert Raiders                                     | +56 |
| 1990/91 | Frank Evans                            | Spokane Chiefs                                            | +72 |
| 1989/90 | Len Barrie                             | Kamloops Blazers                                          | +87 |
| 1988/89 | Darren Stolk                           | Medicine Hat Tigers                                       | +40 |
| 1987/88 | Mark Recchi                            | Kamloops Blazers                                          | +77 |
| 1986/87 | Rob Brown                              | Kamloops Blazers                                          | +55 |